# Dolores Cabra
Dolores Cabra (María Dolores Cabra Loredo) es una historiadora, investigadora y archivera española especializada en temas relacionados con la recuperación de la Memoria Democrática. Desde 2017 ocupa el cargo de Secretaria General de la Asociación Archivo, Guerra y Exilio (AGE), sustituyendo a Adelina Kondrátieva fallecida en 2012.

## Biografía
Diplomada en Archivonomía, Biblioteconomía y Documentación, Cabra Loredo ganó por oposición plaza como archivera técnica en el Archivo de Protocolos de Madrid. En 1975 fue encarcelada en la antigua cárcel de Yeserías de Madrid por sus actividades propagandísticas contra los últimos fusilamientos con aplicación de la ley antiterrorista entonces vigente.
Ha sido fundadora de la Asociación de Amigos de las Brigadas Internacionales (AABI) y Coordinadora del Homenaje a dichas Brigadas.  Dentro de las actividades y proyectos de la AGE, destaca el trabajo de Cabra Loredo en la organización en el año 2000 de la primera Caravana de la Memoria en el Estado español, que reunió a brigadistas internacionales, guerrilleros antifranquistas, niños de la guerra, ex presos políticos y resistentes de más de 10 países, en especial de México y Rusia; así como en la realización de la exposición que con ese mismo nombre se presentó en la Central de las Bibliotecas Públicas, en Chamberí, Madrid.
También ha coordinado el Congreso Internacional sobre el exilio español, celebrado en la Residencia de Estudiantes de Madrid, así como el primer encuentro de la Guerrilla Antifranquista, reunido en Valencia, y el «Congreso Internacional sobre la Resistencia y la guerrilla antifascista, jornadas de combate y de debate», reunido en Madrid.
Colaboradora habitual de publicaciones tan diversas como el diario El País o el Boletín de estudios becquerianos, y revistas como Cuadernos Hispanoamericanos, Ínsula, Goya (Revista de Arte) o Historia 16; trabajó como asesora en la película documental Los niños de Rusia (2001), dirigida por Jaime Camino, dedicada a los niños de la guerra evacuados en 1937 ante los bombardeos durante la guerra civil.
En 2014 fue galardonada con el premio del Foro 'Pozu Fortuna'.

## Obras
El catálogo de la Biblioteca Nacional de España, guarda en su archivo las siguientes obras: El Escorial visto por los viajeros, Una visión innovadora de la Guerra de Independencia, La Vera de Cáceres (1982)).
También ha participado en obras como Bécquer leyenda y realidad (con Robert Pageard, en 1990); Gustavo A. Bécquer para niños (1990); El perfecto desengaño (con Francisco González de Andía, en 1983); Iconografía de Sevilla (1988-1993); Los Borbones en pelota (1991); Misiones pedagógicas septiembre de 1931-diciembre de 1933: informes (1992); Una puerta abierta al mundo España en la litografía romántica (exposición en el Museo Romántico de Madrid, 24 de marzo a 15 de mayo de 1994); y Textos de Gustavo Adolfo Bécquer acompañados de dibujos de Valeriano Bécquer, publicados durante los años 1870 y 1871 en La Ilustración, de Madrid (1983).